# 超选择定则
量子力学中，超选择定则是希尔伯特空间上的自伴算子为可观察量的必要条件。对于自伴算子{\displaystyle {\hat {A}}}，若存在满足超选择定则的算子{\displaystyle {\hat {J}}}，使{\displaystyle [{\hat {A}},{\hat {J}}]=0}，则{\displaystyle {\hat {A}}}满足超选择定则。反之，逆命题“满足超选择定则的算子是可观察量”是否为真命题则尚不明确。